# ألكس سولا
ألكس سولا (بالإسبانية: Alex Sola) هو لاعب كرة قدم إسباني في مركز ظهير ‏، ولد في 9 يونيو 1999 في سان سيباستيان في إسبانيا. لعب مع ريال سوسيداد ب وريال سوسيداد ونومانسيا.

## وصلات خارجية
- ألكس سولا على موقع إي إس بي إن إف سي (الإنجليزية)
- ألكس سولا على موقع قاعدة بيانات كرة القدم.إي يو (الإنجليزية)
- ألكس سولا على موقع قاعدة بيانات كرة القدم.إي يو (الإنجليزية)
- ألكس سولا على موقع Soccerbase.com (لاعب) (الإنجليزية)
- ألكس سولا على موقع Soccerway.com (الإنجليزية)
- ألكس سولا على موقع عالم كرة القدم.نت (الإنجليزية)